# Apiculture en France
L’apiculture en France est un secteur de l'agriculture française qui concerne l'élevage et la protection des abeilles. Cette activité concourt à la pollinisation (30 % de l'alimentation humaine est issue de la pollinisation apiphile) et à la production de miel et des autres produits apicoles. Cette dernière était en 2020 de 21 636 tonnes, issue en majorité d'apiculteurs professionnels.

## Histoire

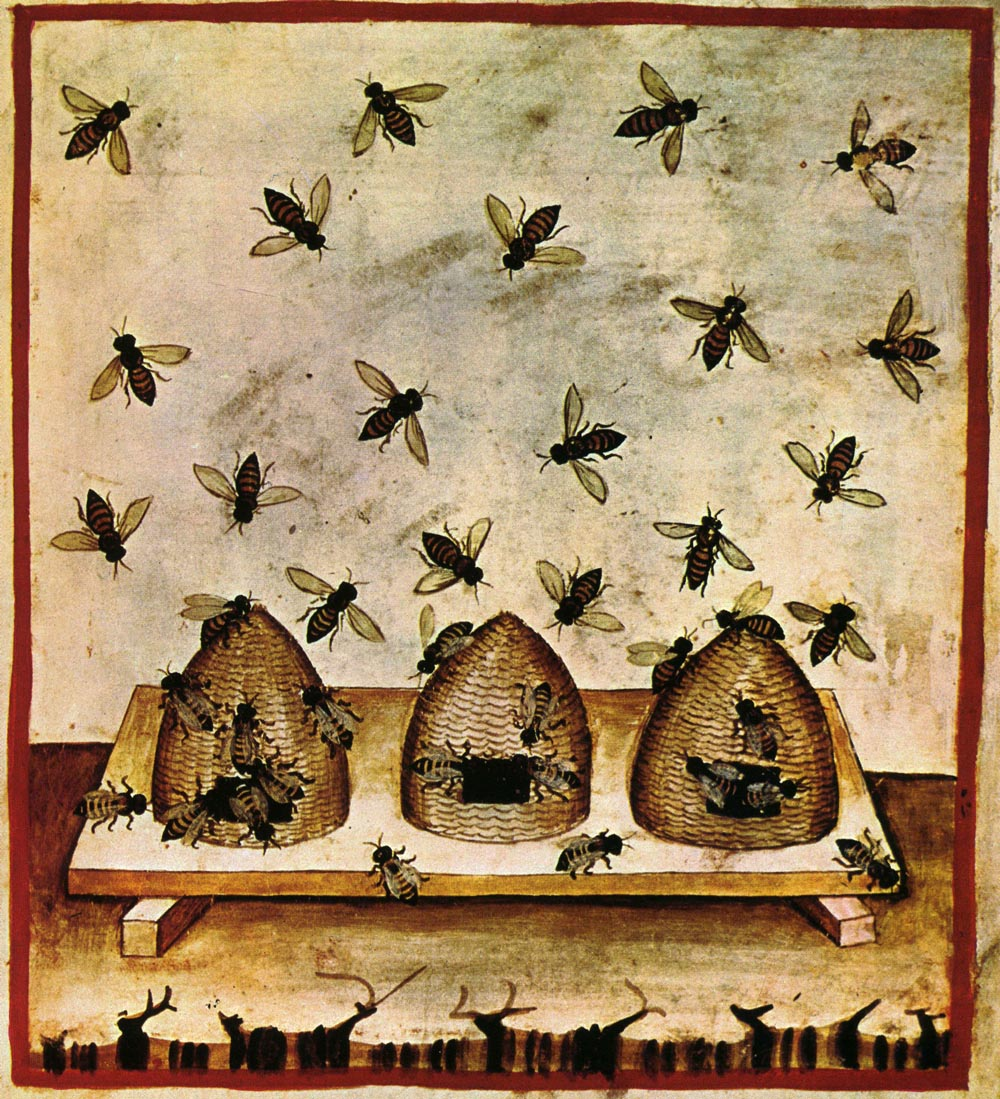
Ruches en paille du Moyen Âge représentées dans le tacuinum sanitatis.

Avant le développement de l'apiculture, une récolte de miel passe par la destruction des ruches d'essaims sauvages dans les forêts.

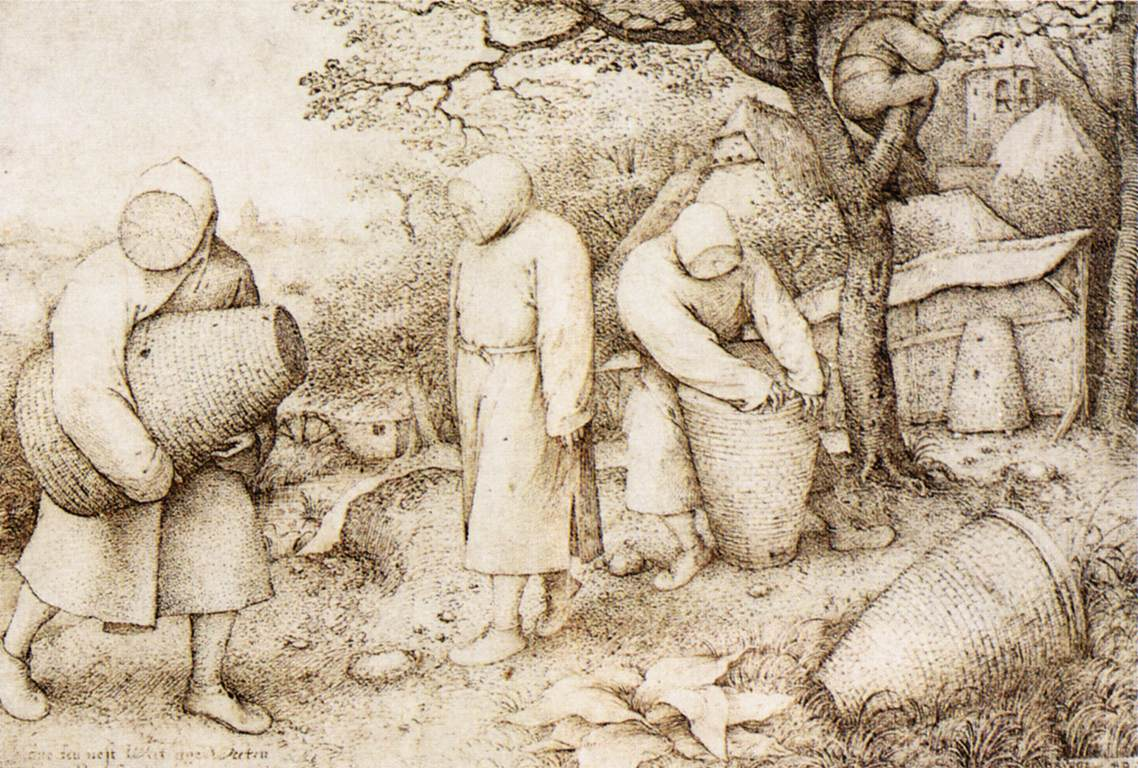
Peinture de Bruegel décrivant les vêtements de protection d'apiculteurs.

Au Moyen Âge, à côté de cette activité forestière, sont établis des ruchers constitués de ruches en paille peuplées par des abeilles récupérées dans des essaims sauvages. Les ruches en paille tressée sont mentionnées pour la première fois dans une ordonnance de Charlemagne, datée de 799, le Capitulaire De Villis. La récolte dans ces ruches est pratiquée par étouffage total ou partiel de l’essaim, ou encore par la taille de rayons, ce qui entraîne sa mort, ou son affaiblissement. L'élevage médiéval de « mouches à miel » se développe par des employés dans des fermes seigneuriales et particulièrement dans les monastères ou en forêt par des communautés paysannes ou des agents forestiers, les « bigres ». Le prélèvement d'essaims, de ruches, de miel ou de cire constituant des redevances féodales, l'abeillage. Parallèlement à l'essaimage naturel, la transhumance des ruches est pratiquée lorsqu'un espace floral était entièrement exploité. À l'époque l'élevage des abeilles est capital, non seulement pour la production de miel, mais aussi pour la production cire utilisée dans la fabrication de bougies et de cierges dans les églises.
À la Renaissance, trois techniques principales sont pratiquées pour la récolte du miel : étouffage avec une mèche de soufre, transvasement d'une ruche vers une autre, prélèvement des galettes de cire sans se préoccuper du contenu des galettes.
Les travaux de recherche sur les abeilles se développent au XVIIe siècle et surtout au XVIIIe siècle avec des naturalistes comme Réaumur (Mémoires pour servir à l'Histoire des Insectes en 1734). L’invention de la hausse permet de rendre la récolte de miel plus productive, et c'est à partir de ce moment au XVIIIe siècle que l'on peut commencer à parler d'élevage. En 1772, Jonas de Gélieu décrit la première ruche à hausse fonctionnelle dans sa Nouvelle méthode pour former les essaims artificiels. L’avènement de l’apiculture moderne se fait par l’invention du cadre mobile, mis au point en 1844, par le Dr Charles Paix Debeauvoys (1797-1863) et amélioré par le pasteur Lorenzo Langstroth qui crée en 1851 la ruche Langstroth, l'une des premières ruches véritablement pratiques à cadres mobiles. La feuille de cire gaufrée mise au point par l'apiculteur et ébéniste Johannes Mehring en 1858 et l'invention de l'extracteur à miel (en) par Franz Hruschka (en) en 1865, sont des facteurs rationnels et économiques qui favorisent, en pleine révolution industrielle, le développement de grandes exploitations apicoles produisant du miel à grande échelle. Cette évolution tant technique (apiculture) que scientifique (apidologie) au XIXe siècle conduit à la création de sociétés (Société centrale d'apiculture en 1856 et sa revue L'Apiculteur) et d'écoles d'apiculture.
L'apiculture en France est ainsi passée d'une production paysanne à une production essentiellement professionnelle à hauts volumes, avec toutefois de nombreux amateurs ou semi-professionnels.
A ce jour la profession est reconnue puisqu'elle a été inscrite en 2021 par le Ministère de la Culture à l'inventaire du patrimoine culturel immatériel en France pour l'apiculture de zone humide en Basse-Loire.

## Filière apicole

### Aspects économiques

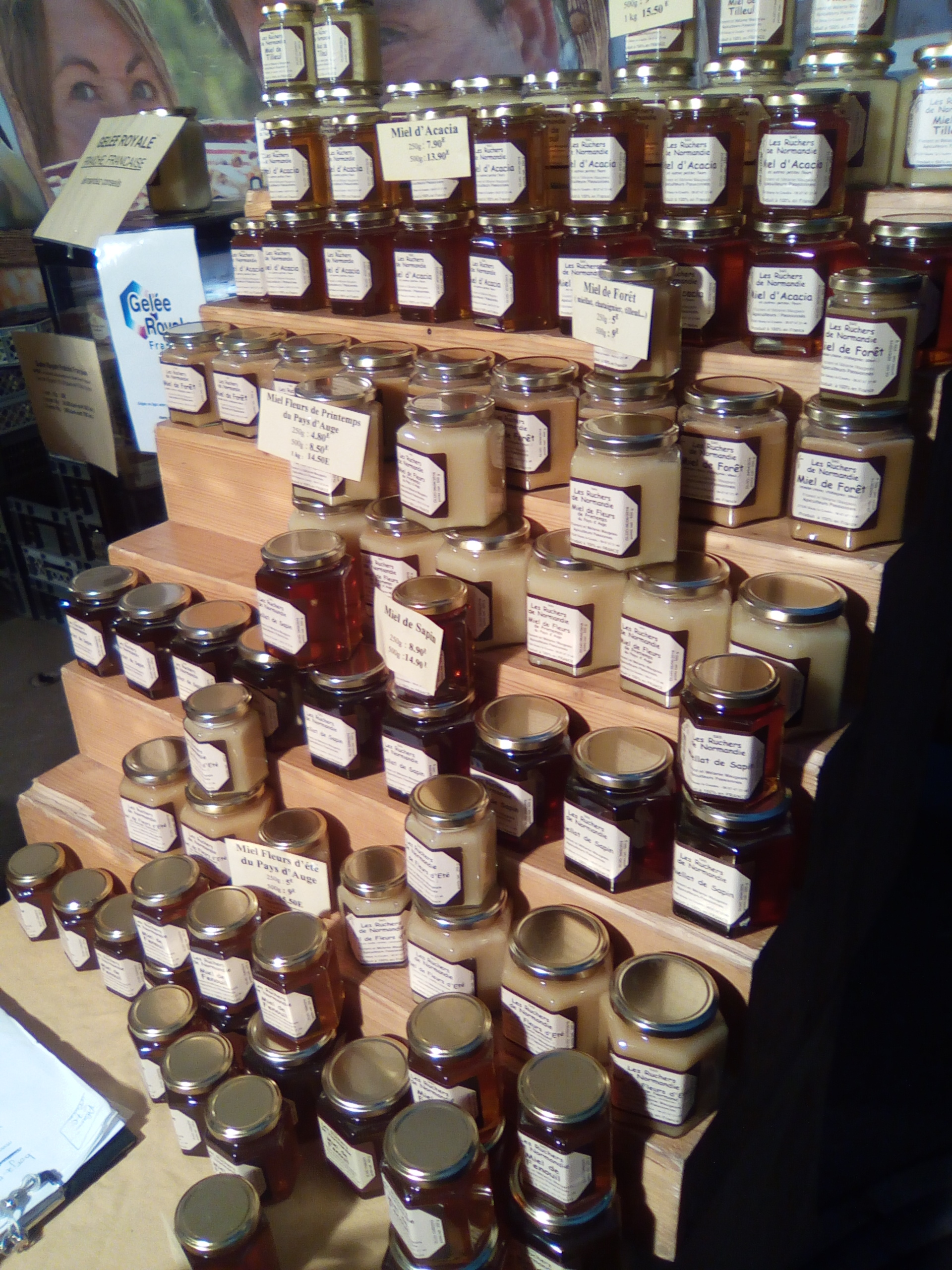
Étal de pots de miel à un marché de producteurs fermiers à Paris.

En France métropolitaine, le recensement agricole de 2020 a dénombré 71 273 apiculteurs détenant au moins une ruche, dont 92,4% d'apiculteurs producteurs familiaux, 3,7% d'apiculteurs pluri-actifs et 3,9 % d'apiculteurs professionnels. La profession compterait 967 513 ruches, pour près de 3000 apiculteurs professionnels (possédant plus de 150 ruches). Un audit réalisé pour FranceAgriMer fait état pour 2020 de 1 584 268 ruches déclarées. Le recensement de 2012 présente des écarts importants : 75 000 apiculteurs (dont 70 000 amateurs) gérant 1 million de ruches, alors que l’audit avance le chiffre de 45 000 apiculteurs pour 1,3 million de ruches, ce qui souligne la relativité des chiffres avancés et la difficulté d'établir des estimations fiables. Bien que la télé-déclaration annuelle des ruchers soit obligatoire depuis le 1er janvier 2010, elle reste « une procédure complexe » peu appliquée par les apiculteurs amateurs.
La baisse du nombre d’exploitations apicoles (40 % en moins entre 2000 et 2010) est compensée par des cheptels d'abeilles plus importants (le nombre moyen de ruches en production est passé de 10 ruches par exploitation en 1970 à 66 en 2010), les 1 600 exploitations apicoles dotées de plus de 150 ruches fournissant les trois quarts de la production nationale.
La production de miel en 2019 (le miel est le produit principal issu de l'apiculture) est de 21 637 tonnes alors que la consommation est de 40 000 tonnes et ses exportations de 4 436 tonnes, ce qui nécessite d'en importer 32 777 tonnes (importations qui ne cessent d'augmenter depuis une vingtaine d'années principalement à cause  de l'insuffisance de la production nationale mais aussi pour une partie à cause de la demande segmentée de miels spécifiques comme celui d'oranger, de citronnier, de mandarinier, d'eucalyptus).

### Organisations
La filière française dispose de quatre syndicats (Union nationale de l'apiculture française - UNAF, Syndicat national d'apiculture - SNA, Fédération française des apiculteurs professionnels - FFAP et Syndicat des producteurs de miel français - SPMF), trois sections apicoles au sein des syndicats agricoles Confédération paysanne, Coordination rurale et FNSEA, une fédération professionnelle (FEDAPI), une fédération des organisations sanitaires (FNOSAD), une association de formation et information en élevage de reines (ANERCEA) et un institut technique. Des syndicats apicoles départementaux existent partout en France. Selon François Gerster, coordinateur du plan du développement durable de l'apiculture, chacune de ces structures a ses propres revendications contradictoires, ce qui nuit à une « action coordonnée de développement de la filière ».

## Production
La production de miel est très dépendante du climat, c'est pourquoi il existe des variations importantes de la production de miel selon les années. Ainsi l'année 2020, marquée par un printemps ensoleillé partout en France, affiche des rendements exceptionnels par rapport à des années comme 2014 ou les intempéries ont mis à mal la filière apicole.
| Année              | 2004  | 2005  | 2006  | 2007  | 2008  | 2009  | 2010  | 2014  | 2015  | 2016  | 2017  | 2018  | 2019  | 2020  | 2021  | 2022  |
| ------------------ | ----- | ----- | ----- | ----- | ----- | ----- | ----- | ----- | ----- | ----- | ----- | ----- | ----- | ----- | ----- | ----- |
| Production de miel | 25500 | 16139 | 15191 | 15938 | 14616 | 15290 | 18326 | 13200 | 24400 | 16099 | 19788 | 27736 | 21636 | 31791 | 19802 | 31387 |